# 2MASS J03303511-0025346
2MASS J03303511-0025346 ist ein Brauner Zwerg im Sternbild Stier. Er wurde 2000 von Xiaohui Fan et al. entdeckt. Er gehört der Spektralklasse L4 an.